# 요시나가촌 (시즈오카현 시다군)
요시나가촌(吉永村)은 시즈오카현 시다군에 있던 촌이다.

## 역사
- 1889년 4월 1일 - 정촌제 시행에 의해 시다군 요시나가촌이 성립하였다.
- 1955년 3월 31일 - 아사히나촌, 아이카와촌과 합병해, 오이카와정이 성립하여, 요시나가촌은 소멸하였다.

## 교통

### 도로
- 국도 제150호선

## 참고 문헌
- 『가도카와 일본 지명 대사전 22 静岡県』。